# Perseusarm

Zon
GC centrum van het Melkwegstelsel

De Perseusarm is een van de vier grote spiraalarmen van het Melkwegstelsel. De Perseusarm is naar het sterrenbeeld Perseus genoemd dat vanaf de Aarde gezien aan de nachtelijke hemel in de nabijheid van deze arm staat. De Perseusarm heeft een straal van ongeveer 10.700 parsecs, gemeten vanaf het centrum van de Melkweg, en bevindt zich tussen de Cygnusarm en de Sagittariusarm. De Melkweg heeft in totaal vier grote en minimaal twee kleinere armen. Er wordt gespeculeerd dat de kleinere Orionarm, waar ook het zonnestelsel en de Aarde zich in bevinden, een zijtak is van de Perseusarm.
Perseus was een held uit de Griekse mythologie.
De doorgetrokken lijnen in de afbeelding geven de geobserveerde en de stippellijnen de geëxtrapoleerde spiraalarmen van de Melkweg weer.

## Messier objecten
In de Perseusarm zijn een aantal verschillende Messierobjecten te vinden:
- Krabnevel, Messier 1
- Messier 36
- Messier 37
- Messier 38
- Messier 52
- Messier 103

Centaurusarm · Cygnusarm · Orionarm · Perseusarm · Sagittariusarm